# Abarelix
Abarelix, được bán dưới tên Plenaxis, là một chất đối kháng hormone giải phóng gonadotropin (thuốc đối vận GnRH) được bán trên thị trường Đức và Hà Lan. Nó chủ yếu được sử dụng trong ung thư để giảm lượng testosterone được tạo ra ở những bệnh nhân bị ung thư tuyến tiền liệt có triệu chứng tiến triển mà không có lựa chọn điều trị nào khác.
Nó ban đầu được đưa ra thị trường bởi Praecis Dược phẩm với tên Plenaxis, và hiện được bán bởi Special European Pharma ở Đức  sau khi nhận được ủy quyền tiếp thị vào năm 2005. Thuốc được giới thiệu ở Hoa Kỳ vào năm 2003, nhưng đã bị ngừng sử dụng ở nước này vào tháng 5 năm 2005 do doanh số kém và tỷ lệ mắc các phản ứng dị ứng nghiêm trọng cao hơn mong đợi. Nó vẫn được bán trên thị trường ở Đức và Hà Lan.